# Ana Pauker
Ana Pauker (nacida como Hannah Rabinsohn; Codăești, 13 de diciembre de 1893-Bucarest, 14 de junio de 1960) fue una política rumana, que desempeñó el cargo de ministra de Asuntos Exteriores a finales de los años 1940 y principios de los años 1950. Fue la líder oficiosa del Partido Comunista Rumano después de la Segunda Guerra Mundial.

## Infancia y juventud
Ana nació el 13 de diciembre de 1893 en una mísera familia judía de Codăești, distrito de Vaslui, en la región de Moldavia. En esa aldea residían sus abuelos, pero sus padres se mudaron a la capital rumana, Bucarest, a finales de siglo, como muchos otros judíos rumanos. Estos, Hersh Kaufman Rabinsohn y Sarah Rabinsohn, pertenecían a la gran masa de judíos pobres que formaban el grueso de la comunidad judía capitalina, la mayor del país. El padre, hombre ultrarreligioso y severo, se ganaba la vida como carnicero y empleado de una de las treinta sinagogas de Bucarest, pero la familia en realidad malvivía de los escasos ingresos de la madre. La pareja tuvo seis vástagos, pero dos fallecieron en la infancia. La figura principal de la familia era el abuelo paterno de Ana, un rabino culto e inteligente al que la niña estaba muy unida y que había sido quien le había dado el nombre, por las diversas figuras de la tradición judía, a las que esperaba la nieta que emulase en importancia. Con siete años. dominaba ya los escritos religiosos más complejos, gracias a la instrucción del abuelo paterno, que insistió en que la niña, muy inteligente, asistiese a una escuela en la capital: tradicionalmente, solo los varones recibían formación en las escuelas judías. El abuelo, en general tradicionalista, se enfrentó a su hijo para que la joven Ana fuese a la escuela. Así, Ana logró cursar la enseñanza primaria en la escuela askenazí de la principal sinagoga de Bucarest, una de las dos con las que contaban la comunidad askenazí. En 1905, habiendo acabado los estudios primarios la primera de su clase y pese a desear continuar formándose, tuvo que ponerse a trabajar de costurera, pues la familia no podía costearle más educación.
Gracias al apoyo de un destacado rabino de Bucarest, logró recibir formación en la única escuela profesional judía de la ciudad, pero, al terminar estos estudios en 1909, nuevamente tuvo que volver a la costura por falta de medios económicos para continuar formándose, pese al ánimo de sus profesores. Sin embargo, en 1910 o 1911, tras haber aprobado ciertos exámenes de hebreo y religión, pudo emplearse como profesora de primer curso en la escuela en la que ella misma había estudiado, la Fraternitatea Zion. Pese a haber podido asistir a la escuela tan solo ocho años, Ana recibió más educación reglada que la gran mayoría de las mujeres judías del este europeo de la época, en el que aquella se reservaba en general a los varones. Tanto la pobreza como la discriminación oficial de la población judía le impidieron seguir formándose.

## Socialista: guerra mundial y posguerra
Sin romper los lazos con la comunidad judía —colaboró en la gestión de un albergue para niños judíos pobres fundado en la capital y en 1918 se unió las brigadas de defensa que trataban de evitar pogromos—, en 1915 se hizo socialista. La influyó en este paso su colega y amante de entonces, el también maestro Henry Steinberg. La atracción de Ana por el internacionalismo revolucionario era típico de muchas judías pobres de la época en Europa oriental. Durante casi dos años más después de afiliarse al Partido Obrero Socialdemócrata Rumano, siguió trabajando de profesora, primero de enseñanza primaria y luego en la escuela profesional en la que ella misma se había formado. Su conciencia política, que se oponía a inculcar religión a los alumnos y le llevó a enseñarles canciones revolucionarias, hizo que finalmente fuese despedida. Pasó entonces a trabajar de profesora particular en familias acomodadas, al tiempo que mantenía su afiliación al partido, que fue proscrito en 1916 cuando Rumanía entró en guerra. El partido, diminuto y baladí en la política nacional, dependiente del escaso proletariado urbano y de las minorías, se dividió en dos fracciones, moderada y radical, por la guerra y la Revolución rusa.
Conoció a su esposo, Marcel Pauker, de origen judío pero casi completamente asimilado a la cultura rumana, en 1918. Por entonces, en la posguerra mundial, la situación rumana era revolucionaria y las huelgas se multiplicaron; pese a que Ana participó en algunas de las actividades clandestinas de los socialistas radicales, se centró en mejorar su educación. Así, después de ahorrar durante varios meses, en septiembre de 1919 partió a Suiza para cursar la enseñanza secundaria que le debía permitir, al volver a Rumanía, estudiar medicina. Marcel Pauker se encontraba ya en el país alpino, en Zúrich, mientras que Ana se instaló en Ginebra. Alejada de la actividad socialista y concentrada en sus estudios, tuvo que ponerse a trabajar en una fábrica para cubrir sus gastos; mientras se hallaba en Suiza se suicidó uno de sus hermanos, que le había ayudado a realizar el viaje. Finalmente tuvo que abandonar los estudios; marchó a Zúrich donde se casó con Marcel a comienzos de 1921. Juntos regresaron a Rumanía en el verano de ese año.

## Primeras actividades en el partido y exilio
El partido se había dividido en mayo de ese año: la mayoría del congreso celebrado ese mes optó por ingresar en la Comintern y formar un nuevo partido, el Partido Socialcomunista de Rumanía —luego Partido Comunista de Rumanía—. La detención de los delegados que habían votado a favor de la Tercera Internacional allanó el ascenso de los Pauker en la jerarquía de la nueva formación política.
Mientras su hermano menor era sionista ella optó por el comunismo, incluyéndose a la facción probolchevique del grupo que tomó el control del Partido Socialista de Rumanía en el Congreso de 12 de mayo de 1921 y se unió al Comintern bajo el nombre de Partido Social-Comunista (futuro Partido Comunista de Rumanía). Ella y su marido, Marcel Pauker, se hicieron miembros destacados.
Mientras que Marcel ingresó inmediatamente la dirección del partido, Ana quedó relegada a tareas menos importantes: presidió la Comisión Central Femenina —organización adjunta al partido—, organizó varias células comunistas y participó en la actividad sindical de varias fábricas. En octubre de 1922 participó en el segundo congreso, clandestino, del partido, celebrado en Ploiești y en noviembre marchó a la URSS a asistir al cuarto congreso de la Comintern que iba a tener lugar en Moscú. Siguió enfrascada en actividades de los grupos femeninos del partido e ingresó en la junta editorial del PCR, Socialismul. En 1923 ingresó, junto con su marido, en el comité comunista de Bucarest y organizó una huelga de mil seiscientos trabajadores antes de participar en el congreso sindical de Cluj en el otoño. Nombrada secretaria del comité central Socorro Rojo Internacional, fue arrestada por ello en noviembre. Pasó cuatro meses encarcelada en espera de juicio; como este no se celebraba, finalmente se la liberó. El juicio se celebró por fin en 1928, cuando ya no se hallaba en el país, y se la condenó a veinte años de cárcel. En 1924 fue detenida de nuevo, junto con otros ochocientos correligionarios, en una operación policial contra el partido, que había sido proscrito por las autoridades. Fue puesta en libertad tras llevar a cabo dos huelgas de hambre, tras cinco meses de encarcelamiento.
La vida personal no trajo alegrías: en diciembre de 1921 tuvo un hijo, Tanio, pero, como Marcel había sido despedido de su puesto de ingeniero por comunista y rechazaba la ayuda financiera paterna, Ana tuvo que ponerse a trabajar, aunque esto no sacó a la familia de la miseria. El niño murió de disentería en julio de 1922.
Tanto ella como su marido se opusieron a la posición de la dirección comunista de mediados de la década de 1920, que favorecía la cesión de Besarabia a la URSS. Incapaz de encontrar trabajo al salir de la cárcel a mediados de 1925, montó su propio taller de costura y participó en el sindicato local de sastres, por lo que las autoridades la detuvieron de nuevo brevemente.  Por las desavenencias con la dirección y porque se hallaba de nuevo embarazada, el partido le permitió salir del país para dar a luz y unirse con su esposo, hospitalizado en Praga con escarlatina en febrero de 1926. A continuación, le ordenó que no regresase, pues se esperaba que la arrestasen si volvía a Rumanía. Estuvo en Berlín varios meses en 1926 antes de pasar a París y a Viena en julio de 1927; trató en vano de obtener permiso de la dirección comunista para retornar a Rumanía. En el cuarto congreso del PCR celebrado a finales de junio y principios de julio de 1928, Marcel Pauker acaudilló a los opositores a la línea de la dirección del partido, que contaba con el respaldo del Comintern.

## Ascenso en el partido
Tras varios intentos fallidos por ingresar en la Escuela Internacional Lenin de Moscú, que fracasaron por al oposición de la jefatura del PCR, Ana viajó por su cuenta a la capital soviética a principios de 1928, en teoría por vacaciones con su esposo. Sin embargo, gracias a la intercesión de Klara Zetkin, con la que había trabajado en el Socorro Rojo, pudo finalmente ingresar en el centro, primero como oyente y luego como alumna, con el beneplácito de la nueva dirección del PCR que sustituyó a la anterior en el verano de ese año. Ana pudo cursar el programa de tres años reservado a dirigentes veteranos de los partidos comunistas y miembros de sus comités centrales, en el que pronto destacó. Pronto se le encomendaron tareas que solo solían desempeñar los alumnos más veteranos: en diciembre se la envió a París durante un mes para hacer un informe sobre el Partido Comunista Francés (PCF) y luego encabezó una delegación a la República Autónoma Socialista Soviética de los Alemanes del Volga para ayudar en la colectivización. Sin tener que cursar el tercer y último año de formación, se la asignó a la secretaría latina de la Comintern. En los meses que trabajó en la secretaría, que supervisaba el trabajo de los partidos comunistas francés, italiano, portugués y español, forjó una duradera amistad con su jefe, Dmitri Manuilski.
Manuilski la envió a Francia en el otoño de 1930 de organizadora y representante de la Comintern; pasó allí los siguientes dos años. Durante su estancia en Francia, tuvo una relación con el instructor principal de la Comintern Eugen Fried, hombre inteligente y carismático encargado de la estalinización del PCF, y de vuelta en Moscú dio a luz una hija, Marie. Marcel había tenido otra relación de la que tuvo un hijo en 1931. De los tres hijos de Ana, Vlad (nacido en 1925), Tatiana (1928) y Marie (1932), los dos primeros vivían en un centro del Socorro Rojo debido a la actividad de su madre y la tercera quedó a cargo de la esposa del antiguo secretario general del PCF Maurice Thorez, Aurore, que en 1933 la llevó a Francia.
Entre 1932 y 1934 trabajó en la central del Comintern. Se desconocen con exactitud sus actividades, pero parece que viajó varias veces clandestinamente a Rumanía en 1932 y 1933 antes de regresar finalmente a su patria en 1934, probablemente para colaborar en la formación de un frente popular, tarea en la que tuvo de cooperar con su marido, que por entonces dirigía la prensa del PCR.

## Nuevo periodo en la cárcel
La policía rumana la detuvo la noche del 12 de julio de 1935, cuando abandonaba una reunión clandestina. Herida de bala en las dos piernas en el arresto, no se la llevó a un hospital, sino a la sede de la policía secreta rumana, la Siguranța para ser interrogada. Tras once meses de detención pasó a juicio en un tribunal improvisado en las afueras de Craiova el 5 de junio de 1936. En un ambiente intimidatorio para los acusados, Ana destacó en su defensa. Los cargos contra ella eran ciertos, pues se la acusaba de ser una agente de la Comintern infiltrada en Rumanía. En un momento de furibundo antisemitismo y rápido crecimiento de la ultraderecha rumana, fue condenada a la pena máxima: diez años de prisión. Se la encerró en una prisión de mujeres en Transilvania, donde las condiciones eran mejores que las de la década anterior y hasta 1940 las presas tenían ciertas libertades (podían cocinar, relacionarse entre sí, escribir al exterior y dedicarse a las labores intelectuales que escogiesen). Ana organizó un grupo de unas cien presas a las que preparó para matricularse en la escuela secundaria y enseñó francés, alemán, economía política y nociones de marxismo-leninismo.
En 1940, en los últimos meses del reinado de Carol II, las presas que cumplían penas máximas pasaron a otra cárcel de Muntenia, donde se las encerró en estrechas celdas que apenas les permitían colocar un jergón. Con comida incomestible y encerradas solas veintitrés horas al día, se las permitía salir solas a unos patios una hora al día; a Ana le asignaron una celda sin ventanas.
Las presas quedaron aterrorizadas sin motivo por una visita de dos mil legionarios en el otoño de 1940, tras la abdicación de Carol, que acudieron de visita a la cárcel donde también estaban presos algunos de sus correligionarios. Pese al miedo de las comunistas, no hubo maltrato alguno. Ana pasó brevemente a otra cárcel antes de volver a la transilvana donde había comenzado a cumplir la pena; allí permaneció hasta que el 7 de mayo de 1941, pocas semanas antes de la invasión alemana de la URSS, el Gobierno rumano la intercambió con la URSS por Ion Codreanu, anterior miembro del Sfatul Țării (Parlamento de Besarabia que votó por la unión con Rumanía el 27 de marzo de 1918) detenido por los soviets después de la ocupación de Besarabia en 1940.

## En la URSS
Ana había recibido la noticia de la detención de su esposo durante la Gran Purga cuando aún se hallaba en prisión, en 1938, que le causó gran impacto. Recién llegada a Moscú en 1941, indicó a la esposa de Manuilski su deseo de entrevistarse con Lavrenti Beria para conocer la suerte de Marcel, pero esta la persuadió para que no lo hiciese, por el peligro que conllevaba: tres cuartos de los comunistas extranjeros que se hallaban en la URSS habían desaparecido durante las purgas. Se la acusó falsamente de haber participado en la detención y desaparición de su esposo; pese a lo espurio de la acusación, tuvo una gran repercusión, incluso tras su muerte.
Se la nombró inmediatamente representante del PCR ante la Comintern y residió en Moscú junto a los principales dirigentes de este. El 16 de octubre de 1941, junto con otros colegas de la Comintern, se la evacuó a Ufá. Desde allí coordinó las emisiones de una radio, Rumanía Libre, con escaso entusiasmo. En 1942 volvió a Moscú, donde se la incluyó en un comité que debía estudiar la creación de un frente nacional democrático. A continuación, participó en la creación de unidades rumanas en el Ejército Rojo con prisioneros de guerra.

## En Rumanía
En la primavera de 1944 se trasladó al frente rumano, a Botoșani y en septiembre pasó a Bucarest. En 1947 se la nombró ministra de Asuntos Exteriores: fue la primera persona judía en alcanzar un puesto ministerial en Rumanía y la primera mujer del mundo en desempeñar el cargo.
Durante los primeros meses se mantuvo en un segundo plano de la política nacional y oficialmente se limitó a presidir una organización femenina, aunque sus adversarios la identificaron como la principal dirigente comunista. Hasta noviembre de 1946 no tuvo cargos gubernamentales. Aunque en los primeros meses de la posguerra marcó la posición del partido en general de acuerdo con los deseos de la URSS, pronto surgieron diferencias con esta y con Gheorghe Gheorghiu-Dej. Con este mantuvo desde los primeros momentos de la posguerra una continua rivalidad, no solo personal sino también por diferencias políticas.
En general, su posición se moderó rápidamente, por la percepción de debilidad que tuvo del PCR, que en agosto de 1944 apenas contaba con unos setecientos afiliados. En los primeros meses, se centró en aumentar la militancia del partido, que deseaba que alcanzase el medio millón de personas rápidamente, para lo cual se redujeron las condiciones de afiliación. Al tiempo desató una gran represión: para finales de 1945, entre cincuenta y setenta mil personas habían perdido su empleo estatal. Por el contrario, el arresto de adversarios, en especial de legionarios, se redujo a dos o tres mil en el otoño, por iniciativa de Pauker, que deseaba evitar una rebelión de estos. Pronto el radicalismo inicial dio paso a una actitud más conciliadora, fundamentalmente por la fuerza de la oposición y la debilidad de los comunistas. Esta moderación y contactos con destacados dirigentes de la burguesía rumana y de mandos militares disgustó a los soviéticos.
En 1948, la revista Time la presentó en su portada, con el título de The most powerful woman alive ("La mujer viva más poderosa"). Se la veía como una estalinista sin fisuras y como el principal agente de Moscú en Rumanía. Sin embargo, una vez en el poder, empezó a distanciarse del Kremlin. Se opuso a la construcción del Canal Danubio-Mar Negro, aunque Stalin había propuesto el proyecto personalmente. Se opuso a la purga de veteranos rumanos de la guerra civil española o la resistencia francesa, como pretendía Stalin como parte de la campaña soviética contra Josip Broz Tito, así como los planes de Stalin de juzgar al anterior líder comunista Lucrețiu Pătrășcanu. Apoyó la emigración de alrededor de cien mil judíos rumanos a Israel desde la primavera de 1950 a la de 1952, cuando el resto de estados satélites de la URSS habían cerrado sus puertas a la emigración judía por la campaña antisionista de Stalin. Y se opuso firmemente a la colectivización forzosa que se llevaba a cabo por órdenes de Moscú en el verano de 1950 mientras ella estaba en el hospital del Kremlin tratándose un cáncer de mama. Esto, así como su apoyo de precios más altos para los productos agrícolas en desafío a los de sus "asesores" soviéticos, llevó a Stalin a acusarla de haberse desviado fatídicamente hacia "políticas pro-campesinas, no marxistas."
La "facción de Moscú" formada por Pauker y otros que vivieron exiliados en la URSS se enfrentaba a la "facción de la prisión", la de aquellos comunistas que habían pasado el período fascista en Rumanía, principalmente bajo la dictadura de Antonescu, en la cárcel, particularmente la prisión de Doftana). Gheorghe Gheorghiu-Dej lideraba esa facción de la prisión, había apoyado la colectivización y era un rígido estalinista.
A instancias del secretario general Gheorghiu-Dej, a pesar de la defensa que de ella hizo el ministro soviético de asuntos exteriores Viacheslav Mólotov, Pauker y sus defensores fueron objeto de purga en mayo de 1952, consolidando el poder de Gheorghiu-Dej sobre el país y el Partido. Se acusó a Pauker de "cosmopolitismo", el cargo que Stalin usaba contra los judíos de la Unión Soviética y el Bloque del Este. Se la acusaba de ser demasiado blanda. Fue arrestada en febrero de 1953 y se vio sometida a prolongados interrogatorios en preparación de un juicio, como había ocurrido con Rudolf Slánský y otros en los Juicios de Praga. Tras la muerte de Stalin en marzo de 1953 fue puesta en libertad y quedó bajo arresto domiciliario. 

## Últimos años
En 1956, fue llamada para ser interrogada por una comisión del partido de alto nivel. Insistieron en que ella se reconociera culpable, pero se negó. Gheorghiu-Dej intentaba que ella y otros líderes comunistas fueran la cabeza de turco por los abusos estalinistas de los años cuarenta y cincuenta a pesar de que ellos habían pedido moderación contra la insistencia en el dogmatismo de Gheorghiu-Dej. El período en que los tres estuvieron en el poder estuvo marcado por la persecución política y el asesinato de oponentes (como los experimentos de lavado de cerebro en la prisión de Pitești ein 1949-1952). Gheorghiu-Dej, que era responsable tanto como ellos, usó momentos como esto para asegurarse la supervivencia de su política en la Rumanía postestalinista.
En su retiro forzoso, le permitieron a Pauker trabajar como traductora de francés y alemán para la editorial Editura Politică.